# Hongaars Democratisch Forum
Het Hongaars Democratisch Forum (Hongaars: Magyar Demokrata Fórum) is een centrumrechtse politieke partij in Hongarije. De partij is christendemocratisch.
Het MDF werd in 1988 opgericht als oppositiepartij tegen het communistische bewind. De beweging speelde een belangrijke rol bij de rondetafelbesprekingen tussen regering en oppositie in de zomer van 1989 die uiteindelijk leidden tot de invoering van een democratisch staatsbestel en de opheffing van de volksrepubliek (oktober 1989).
Begin 1990 won het Hongaars Democratisch Forum de eerste democratische verkiezingen in Hongarije sinds het einde van de Tweede Wereldoorlog. De belangrijkste tegenstander, de Alliantie van Vrije Democraten (liberaal) haalde in de eerste ronde bijna evenveel stemmen, maar werd in de tweede ronde beslissend verslagen. Het MDF kreeg 164 van de 386 zetels in het parlement en lijsttrekker József Antall werd premier in een coalitie waarin ook de Christendemocratische Volkspartij en de Partij van Kleine Landbouwers zitting hadden (Zie: Verkiezingen in Hongarije 1990).
Het MDF stelde in zijn campagne het "onrecht van Trianon" aan de orde en Antall noemde zichzelf na de verkiezingsoverwinning "premier van 10 miljoen Hongaren in de juridische betekenis van het woord, maar in de spirituele betekenis van het woord de premier van alle 15 miljoen Hongaren" - ook die van in het buitenland, een symbolisch gebaar voor de Hongaarse minderheden rond Hongarije. Deze woorden uit hun context gehaald, leidden tot diplomatieke spanningen met onder andere Roemenië.. Antall, die sinds september 1990 aan kanker leed, is eind 1993 overleden en werd als premier opgevolgd door zijn partijgenoot Péter Boross. Boross verloor de verkiezingen van 1994, waarna het MDF in de oppositie ging.
Tussen 1998 en 2002 maakte MDF opnieuw deel uit van een regeringscoalitie, nu als junior-partner van Fidesz, een andere grote centrumrechtse partij (en thans rivaal). Bij de laatste verkiezingen behaalde het MDF 24 zetels in de Nationale Assemblée. Bij de verkiezingen voor het Europees Parlement in 2004 behaalde het MDF 5,3% van de stemmen, goed voor 1 zetel.
Sinds november 2004 lijdt de partij onder een ernstige crisis. Een groot deel van de MDF-parlementariërs werd toen door het partijbestuur uit de partij gezet, maar weigerden hun zetels in het parlement op te geven. Binnen de partij gaan er stemmen op om de traditionele rechtse koers los te laten en naar samenwerking met de grootste linkse partij, de Hongaarse Socialistische Partij (MSZP) te streven.
Bij de verkiezingen in 2010 deed MDF in een lijstverbinding met SZDSZ mee aan de parlementsverkiezingen. De kiesdrempel van 5% werd echter niet gehaald en de partij verdween zo na 20 jaar uit het Hongaars Parlement. De partij is nog wel in het Europees Parlement vertegenwoordigd door Lajos Bokros die een van de 22 Hongaarse zetels bezet.
Inmiddels is de naam van de partij verandert in JESZ-´´Jolét és Szabadság´´ (Welzijn en vrijheid).

## Voorzitters MDF
| József Antall    | 1989-1993 |
| Lajos Fur        | 1994-1996 |
| Sándor Lezsák    | 1996-1999 |
| Ibolya Dávid (v) | 1999-2010 |